# 尾上松助 (4代目)
四代目 尾上 松助（おのえ まつすけ、天保14年2月29日〈1843年3月29日〉 - 昭和3年〈1928年〉9月5日）は、明治・大正に名脇役として活躍した歌舞伎役者。屋号は音羽屋。定紋は抱き若松。俳名に梅賀。本名は栗原 梅五郎（くりはら うめごろう）。

## 略歴
大坂生まれ。芝居衣装屋の子。2歳で父とともに江戸に下り、嘉永元年（1848年）松本錦升の門人となり、松本長助を名乗る。同年松本小勘子の名で江戸河原崎座で初舞台。師の死後、養子である七代目市川高麗蔵の弟子になるも生活困窮のあまり舞台衣装も質入れせざるを得ない状態であった事から江戸を去り大坂へ出勤する際に連れて行かれず事実上の破門状態となった。そんな彼の境遇を憐れんだ四代目市村家橘の勧めもあり弟子入りして坂東橘五郎と改名、明治元年（1868年）に師の家橘が五代目尾上菊五郎を襲名したのに伴い尾上梅五郎と改名。翌明治2年(1869年)には菊五郎の妻である寺島さとの妹であるおわかと結婚し菊五郎と義兄弟の関係となった。その縁もあって明治15年（1882年）新富座の『夜討曽我狩場曙』の梶原景時で尾上家における最も重要な名跡である四代目尾上松助を襲名した。
以後は師の五代目菊五郎、その子の六代目菊五郎と舞台を共にし、脇役として評価を上げて「名人松助」と呼ばれた。晩年は歌舞伎座や帝国劇場をつとめる傍ら、長老格として熱心に指導し、後輩たちから「ちゃん」（江戸弁で父親の意）のあだ名で敬愛されていた。
最大の当たり役は『与話情浮名横櫛』（切られ与三）の蝙蝠安で、十五代目市村羽左衛門の与三郎、六代目尾上梅幸のお富とならんでつとめた「源氏店の場」は近代歌舞伎の名舞台と称えられ、松助の蝙蝠安は余りの評判のためにわざわざブロマイドが販売されたほどであった。
ほかには、『仮名手本忠臣蔵』「四段目」の斧九太夫、『ひらかな盛衰記」の権四郎、『摂州合邦辻』「合邦庵室」の合邦、『義経千本桜』「すしや』の弥左衛門、『寿曽我対面』の鬼王などの時代物もよかったが、やはり松助の本領は世話物にあった。『忠臣蔵』「六段目」の判人源六、『梅雨小袖昔八丈』（髪結新三）の家主長兵衛、『盲長屋梅加賀鳶』（加賀鳶）の雷五郎次・おさすりお兼、『東海道四谷怪談』の宅悦、『天衣紛上野初花』（河内山と直侍）の丈賀などが当たり役で、今日に伝わる型を残している。
1928年（昭和3年）6月27日、7月公演を控えて歌舞伎座で本読みを行っている最中に倒れる。一時は危篤状態から回復するも、暑気あたりから同年9月3日以降は水も飲めない状態となった。同年9月5日、心臓麻痺を起こして自宅にて死亡。

## 人物・芸風
- 研究熱心で明治26年（1893年）『髪結新三』の家主を初めてつとめた際、劇評家の三木竹二に酷評されたことに発奮、人にこの役を初演した三代目中村仲蔵の舞台を思い出しもらっては、気のついたところどころへ走り書きを台帳に書き込む努力を重ねて役柄を自分のものにして、大正4年（1915年）に同じ役をつとめた時は辛口の劇評家・岡鬼太郎からこんどは絶賛された。

- 世話物はほとんど化粧をせずに素顔で舞台に立った。声は普段は小さかったが、いざ舞台に上がると実によい味を出していた。「型のない世話物のやうな芝居は、時の味でみせなけりゃァなりませんから、ちっとだって、意気を抜くことなんて事ァ出来やしません」（邦枝完二『松助芸談』）という本人の言葉には、その芝居に対する姿勢が凝縮されている。

- 晩年、『因果小僧』の小兵衛を演じた時、三宅周太郎から「写実というような世界から出て、内面的な、人生の辛酸をなめ尽くした幕末の、一老爺のうきぼりの人間像」、高安月郊から「苦い実生活の盃を呑み残してまで残る浮世の渋味・・・涙も涸れた憐みの痛さ、やさしいばかりの親より何という深酷な情」とそれぞれ激賞され、世話物狂言の真髄を最後まで見せていた。

- ハイカラなところがあり、楽屋ではいつもナイフとフォークを使って洋食を食べていた。実際、松助の楽屋の化粧箱には、眉引きの筆一本とナイフとフォークのみが入っていたという。
- 6代目三遊亭圓生の回想によると、東京落語界の大幹部総出演で「高時」が上演された際(いわゆる鹿芝居)、秋田城介入道(演•5代目圓生)が台詞を間違え、苦し紛れの頓知で笑いをとりつつ切り抜けたのだが、それをたまたま客席にいた松助が激賞し、「あたしどもは間違えても、ああいう風にはいきません。さすがに落語家さんは偉いもんだ」という言葉を残したという。[4]

## 著作
- 邦枝完二『名人松助芸談』興亜書院 1943
  - 『松助芸談』青々堂出版部 1947